# Chambre des comptes de Nevers
Pour les articles homonymes, voir Chambre des comptes.

## Localisation
La chambre des comptes est un ancien édifice situé à Nevers, au n° 4 de la rue Marguerite-Duras.

## Historique
A l'exemple de la Chambre des comptes créée à Dijon en 1386 par son père Philippe le Hardi, duc de Bourgogne, Philippe, comte de Nevers, instaure une Chambre pour le Nivernais en 1405. Malgré l'état très dégradé de son appareil en pierre de la région, fragile au gel, la silhouette de ce portail évoque bien le style gothique flamboyant dont la riche ornementation affirmait le caractère public des bâtiments sur lesquels il s'ouvrait.

## Architecture
La silhouette du portail conserve le style d'ornementation propre aux bâtiments publics de l'époque.

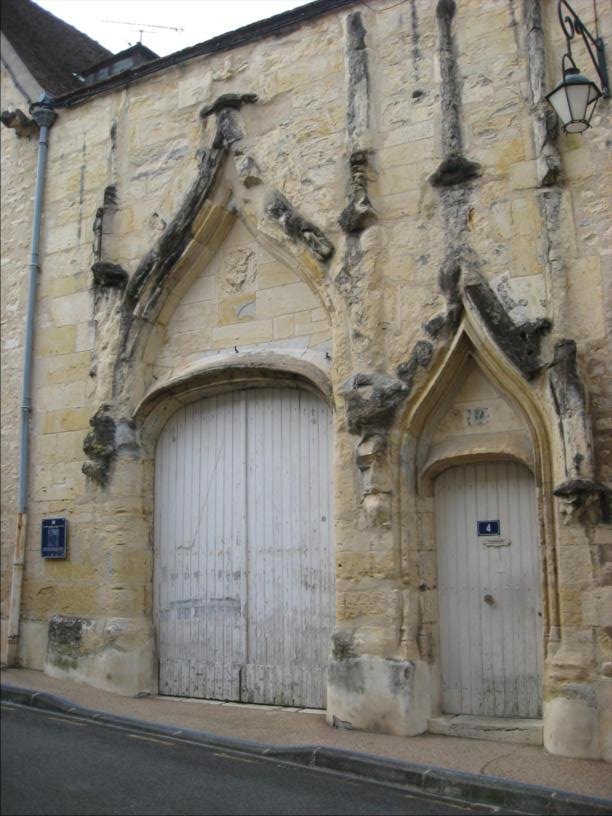